# Wake Forest
Wake Forest è una città degli Stati Uniti d'America, situata tra le contee di Wake e Franklin nello Stato della Carolina del Nord.